# ستانلي بيرك
ستانلي بيرك هو صحفي كندي، ولد في 8 فبراير 1923، وتوفي في 28 مايو 2016 في كينغستون في كندا.